# Glossosoma dentatum
Glossosoma dentatum är en nattsländeart som beskrevs av Mclachlan 1875. Glossosoma dentatum ingår i släktet Glossosoma och familjen stenhusnattsländor. Utöver nominatformen finns också underarten G. d. akhandam.